# Gåstjärnen (Skinnskattebergs socken, Västmanland)
Gåstjärnen är en sjö i Skinnskattebergs kommun i Västmanland och ingår i Norrströms huvudavrinningsområde. Sjöns area är 0,015 kvadratkilometer och den är belägen 181 meter över havet.